# Radar
 For alternative betydninger, se Radar (flertydig). (Se også artikler, som begynder med Radar)
Radar er en forkortelse for radio detection and ranging. Grundprincippet i en radar er, at et radiosignal (kort impuls med en høj frekvens, typisk 1-40 GHz) udsendes fra en antenne i én retning. Hvis radarstrålen rammer en genstand (f.eks. et fly), reflekteres en lille del af strålen og opfanges af modtageren gennem samme antenne. Signalet forstærkes og ender som et 'blip' på en skærm. Retningen til flyet kendes ud fra antennens retning, og afstanden findes ud fra den tid, det tager fra pulsen udsendes, til ekkoet kommer tilbage.
Den traditionelle opfattelse af en radar er den roterende radioantenne, selvom der også findes mange andre radartyper. Radarantenner designes til at være meget retningsbestemte i vandret retning, dvs. den sender det meste af sit signal ud i en smal stråle (engelsk beam) og modtager kun signaler fra samme retning.
Anvendelsen af radar spænder bredt, bl.a. overvågning af luftrummet og skibstrafik, våbenbrug, meteorologi, måleopgaver som kortlægning af havbunden og i selvkørende biler. Radarteknologi anvendes også på mangfoldige måder for fra satellitter at monitere verdens forurening, klimaforandringer, miljøændringer, kystændringer, vulkanudbrud og skovrydning.

## Søgeradar til flytrafik
Med udgangspunkt i en traditionel søgeradar til flytrafik kan de forskellige parametre, en radar konstrueres ud fra, belyses:
- Jordens krumning gør at fly ikke kan ses bag radarhorisonten. Kan delvist løses ved at sætte antennen på et højere antennetårn - eller ved at benytte lavere frekvenser - fx kortbølger - se fx en:Over-the-horizon radar.
- Skal radaren kunne se langt, skal den kunne sende et tilpas kraftigt signal ud. Nyere teknik med bl.a. følsommere modtagere og digital behandling af det modtagne ekko muliggør dog en lavere effekt.
- Rækkevidden bestemmes også af, at signalet skal kunne nå frem og tilbage mellem radaren og flyet, inden næste puls sendes af sted. Hvis man vælger denne 'lyttetid' længere, kan antennen ikke dreje så hurtigt rundt og dermed opdatere radarbilledet så hurtigt. En af grundene hertil er at et fly skal rammes af et vist antal pulser, for at man kan være sikker på at det virkelig er et fly og ikke tilfældige støjpulser.
- Ground clutter er støj fra reflekterende faste terrængenstande, mest i nærområdet. Det er ofte ønskeligt at kunne skelne mellem ting, der bevæger sig, og ting der ikke gør. Funktionen MTI (Moving Target Indicator) fjerner ubevægelige ting, så radarbilledet bliver mere overskueligt.

Pulsens længde ligger i størrelsesordenen en milliontedel sekund, PRF (Pulse Repetition Frequency) i størrelsesordenen 250–2000 Hz (radarpulsens gentagelse pr. sekund), og effekten varierer med radarens størrelse og formål. I mellemstore radarer tilknyttet lufttrafikkontrollen (ATC) kan pulsen sagtens være på en megawatt (en million watt). Det reflekterede signal kan godt være i størrelsesordenen en milliontedel watt eller mindre. Det stiller store krav til den del af radaren (T-R-boksen), der skifter om mellem den høje udgangseffekt og det lave modtageniveau.
De første radarer udvikledes lige før og under 2. verdenskrig, først som en stationær radar, der kun kigger i én retning. Senere, da man teknisk kunne komme så højt op i frekvens at antennen blev tilpas lille, kunne man skabe den roterende antenne.
En radar behøver ikke kun at kigge i vandret plan. I en højdefinder svinger parabolen i én kompasretning, men med vandret og lodret som yderpunkter. Således findes flyvehøjden på target. Moderne radarsystemer til flytrafikkontrol er dog 3-dimensionelle.
En GCA-radar (Ground Controlled Approach) har to antenner, der 'kigger' ud langs landingsbanen mod det landende fly. Antennerne bevæger sig i en smal vinkel i hhv. vandret og lodret plan. Så kan flyvelederen bestemme flyets position helt nøjagtigt og dermed dirigere piloten ned i tåget vejr vha. radiokommunikation. Systemet er lidt på vej ud, men benyttes stadig som back-up-system indenfor militærflyvning, da det blot kræver at flyet har én virkende radio tilbage.
På de roterende radarantenner (områderadarer) ses meget tit en mindre, ekstra antenne ovenpå. Det er IFF/SIF-antennen (Identification Friend or Foe/ Selective Identification Feature), der sender et spørgesignal ud i samme retning som radarantennen. De større fly er udstyret med en transponder, der opfanger spørgesignalet og svarer tilbage med oplysninger om identitet, Heading (retning), flyvehøjde m.m. Disse oplysninger kobles sammen med target i radarens computer og vises sammen med ekkoet på skærmen. I fredstid er det nyttige informationer til afvikling af lufttrafikken, mens det oprindeligt var udviklet til krigstid, hvor egne fly svarede tilbage med dagens kode og dermed kunne identificeres på skærmen. Denne funktion kaldes ofte for sekundær radar, og kan stå alene som 'radar'system, hvis man kun er interesseret i at se fly, der har transponder.

## Radar til meteorologi
Radar er også en almindelig anvendt teknologi til estimering af nedbør. Vejrradaren har den fordel, at den giver en fremragende rumlig og tidsmæssig opløsning samtidig med at den giver oplysning om nedbørstyper, om der falder regn, sne eller slud, og om dråbernes eller snefnuggenes størrelse. Den største ulempe er, at de ikke måler mængden af nedbøren, som skal måles på jorden.

## Radar på biler
Volvo og Subaru har benyttet Radarteknologi til udvikling af selvkørende køretøjer og førerassistenter.
Radaren er typisk monteret i bilens kølergril, forrude eller på taget af bilen. Radaren benyttes primært til antikollision, til at detektere større objekter i samme vognbane og hjælper føreren til at holde korrekt bremseafstand ved brug af eksempelvis den adaptive fartkontrol.

## Radarens historie
Lige siden 2. verdenskrigs afslutning har radaren fået større og større betydning for mennesket.

### Radiobølgernes forudsigelse og opdagelse
H. C. Ørsted opdagede elektromagnetismen, der danner grundlag for brug af radiobølger allerede i 1820. Ørsted viste i et eksperiment, at når man sender strøm igennem en ledning, opstår der magnetisme rundt om ledningen. 20 år senere viste Michael Faraday, at det modsatte også kunne lade sig gøre, magnetisme kan generere strøm.
Først efter yderligere 30 år fremsatte Maxwell i 1873 en teori om, at de elektromagnetiske kraftfelter kan transporteres trådløst, men ingen troede ham, før Heinrich Hertz beviste det nogle år efter. Édouard Branly videreudviklede på Hertz's eksperimenter, men først i 1901 fik Marconi sendt en radiobølge fra Storbritannien, Cornwall til Newfoundland, og så tog radioudviklingen fart.
I april 1911 udgaven af Modern Electrics skrev Hugo Gernsbach en fremtidshistorie om, at man i det 27. århundrede kunne sende en pulset radiobølge, som kunne reflekteres fra nær og fjern - og måle objektets afstand og rejseretning.

### Radarens udvikling mellem de to verdenskrige
I 1920 lykkedes det at udsende en retningsbestemt radiobølge og få en målbar refleksion tilbage fra et skib en sømil væk. I 1922 gav Guglielmo Marconi et foredrag ved USAs Institute of Radio Engineers (IRE) i New York, hvori han præsenterede radar-princippet. Herefter gik det stærkt, og i starten af 1930'erne havde USA, England, Tyskland og Italien operative radarstationer på land. I slutningen af 1930'erne tog udviklingen rigtig fart på grund af krigsfaren, og nu ønskede man radar til luftvarsling.

### Mobile radarers udbredelse
Problemet med radar til skibe var meget større, og de første radarer var meget store og tunge og derfor uegnede til skibsbrug. Men i 1939 installeredes så de første radarer på 2 store krigsskibe.
Under 2. verdenskrig var der stort set ubegrænsede midler til brug for udvikling, og radaren tog da også et kæmpespring fremad. Ved afslutningen af 2. verdenskrig havde stort set alle skibe (krigsskibe) og mange fly radarudstyr monteret. Skibene brugte radarerne til navigation og simpel styring af kanoner.

## Radaren i dag
I dag bruges radar til utroligt mange ting. Stort set alle skibe (selv mange lystfartøjer) er udstyret med radar til navigation. Og dagligt kan man følge regnvejr på meteorologernes radarbilleder. Mange biler og alle selvkørende biler har radarteknologi for at manøvrere sikkert. Militært bruges radaren overalt til varsling, måludpegning og målfølgning, og selv missiler er ofte udstyret med radar til at finde målet.